# هيئة المساحة الجيولوجية البريطانية
هيئة المساحة الجيولوجية البريطانية (اختصاراً BGS) هي مؤسسة تتلقى الدعم الحكومي بشكل جزئي وتعنى بالاهتمام بمواضيع علوم الأرض المتعلقة بالمملكة المتحدة ورفّها القارّي باستخدام وسائل وأساليب علمية بشكل منهجي معتمداً على التقصي والمراقبة والبحث العلمي.
يقع المقر الرئيسي للهيئة في كيوورث (Keyworth) في نوتنغهامشير، كما توجد مراكز أخرى في إدنبرة ووولنغفورد (Wallingford, Oxfordshire)، وكارديف ولندن. تأسست الهيئة في سنة 1835، بجهود من هنري دي لا بيش.